# Lancer du marteau masculin aux Jeux olympiques d'été de 1928
Pour un article plus général, voir Athlétisme aux Jeux olympiques d'été de 1928.
Navigation
Paris 1924 Los Angeles 1932
L'épreuve du lancer du marteau masculin aux Jeux olympiques de 1928 s'est déroulée le 30 juillet 1928 au Stade olympique d'Amsterdam, aux Pays-Bas. Elle est remportée par l'Irlandais Pat O'Callaghan.

## Résultats
| Rang               | Athlète               | Pays            | Qual. | Finale       |
| ------------------ | --------------------- | --------------- | ----- | ------------ |
| Médaille d'or      | Pat O'Callaghan       | Irlande         | 47.49 | 51.39        |
| Médaille d'argent  | Ossian Skiöld         | Suède           | 51.29 | 51.29        |
| Médaille de bronze | Edmund Black          | États-Unis      | 49.03 | 49.03        |
| 4                  | Armando Poggioli (en) | Italie          | 46.96 | 48.37        |
| 5                  | Donald Gwinn (en)     | États-Unis      | 47.15 | 47.15        |
| 6                  | Frank Conner (en)     | États-Unis      | 46.75 | 46.75        |
| 7                  | Federico Kleger       | Argentine       | 46.61 | Non qualifié |
| 8                  | Ricardo Bayer (en)    | Chili           | 46.34 | Non qualifié |
| 9                  | Erik Eriksson (en)    | Finlande        | 46.22 | Non qualifié |
| 10                 | Henk Kamerbeek (en)   | Pays-Bas        | 46.02 | Non qualifié |
| 11                 | Malcolm Nokes         | Grande-Bretagne | 45.37 | Non qualifié |
| 12                 | Kenneth Caskey (en)   | États-Unis      | 44.80 | Non qualifié |
| 13                 | Camillo Zemi (en)     | Italie          | 44.47 | Non qualifié |
| 14                 | Carl Johan Lind       | Suède           | 44.46 | Non qualifié |
| 15                 | Yoshio Okita (en)     | Japon           | 44.41 | Non qualifié |
| 16                 | Harald Stenerud (en)  | Norvège         | 41.06 | Non qualifié |